# Good Morning Call
Good Morning Call (jap. グッドモーニング・コール Guddo Mōningu Kōru) – manga autorstwa Yue Takasuki, publikowana na łamach magazynu Ribon wydawnictwa Shūeisha wrzesień 1997 do kwiecień 2002. Część historii została zaadaptowana na OVA. W 2007 roku w Cookie ukazał się sequel mangi, „Good Morning Kiss” (グッドモーニング・キス, guddomōningu kisu), który jest wciąż kontynuowany.
Adaptacja mangi w formie dramy wyprodukowanej przez Fuji TV i Netflix była emitowana na całym świecie od lutego 2016 roku. W rolach głównych wystąpili Haruka Fukuhara i Shunya Shiraishi. Kontynuacja pierwszego sezonu „Good Morning Call: Our Campus Days” (グッドモーニング・コール Our Campus Days, Guddo Mōningu Kōru Our Campus Days) została udostępniona w serwisie Netflix od 22 września 2017 roku.

## Fabuła

### Good Morning Call
Kiedy rodzice Nao Yoshikawy wyjeżdżają na wieś, dziewczyna musi zamieszkać sama przez pozostałe sześć miesięcy do ukończenia gimnazjum. Jest podekscytowana nowym życiem, gdy ogląda pokój w swoim nowym mieszkaniu, z jakiegoś powodu wchodzi do niego nieznajomy chłopak. Co więcej, prosi ją o opuszczenie mieszkania, ponieważ to on będzie w nim mieszkał. W rzeczywistości agent nieruchomości, z którym podpisali umowę, uciekł, wynajmując jedną nieruchomość im obojgu, a także zmusił ich do podpisania nieuczciwej umowy, fałszywie twierdząc, że czynsz będzie o połowę niższy od pierwotnej ceny. Chłopak to Hisashi Uehara, który jest bardzo popularny w gimnazjum i słynie ze swojego dobrego wyglądu. Nie mogąc samodzielnie opłacić czynszu, który w rzeczywistości był dwukrotnie wyższy od pierwotnego i nie mając nikogo, na kim mogliby polegać, oboje zmuszeni są zamieszkać razem.

### Good Morning Kiss
Mija prawie pięć lat, odkąd Nao i Uehara zaczęli mieszkać razem, są teraz studentami. I nadal mieszkają razem. Kiedy ojciec Nao przyjeżdża w odwiedziny, dowiaduje się, że dziewczyna mieszka z Ueharą i zabiera ją do domu. W odpowiedzi Uehara podejmuje pewne działania.

## Bohaterowie
- Nao Yoshikawa (jap. 吉川 菜緒 Yoshikawa Nao)

Seiyū: Yuka Tokumitsu ; Odtwórczyni roli: Haruka Fukuhara
- Hisashi Uehara (jap. 上原 久志 Uehara Hisashi)

Seiyū: Eiji Moriyama ; Odtwórca roli: Shunya Shiraishi
- Marina Konno (jap. 紺野 まりな Konno Marina)

Seiyū: Maki Saitō ; Odtwórczyni roli: Moe Arai
- Mitsuishi (jap. 光石 Mitsuishi)

Odtwórca roli: Shugo Nagashima
- Yuri Uehara (jap. 上原 百合 Uehara Yuri)

Seiyū: Michiko Neya ; Odtwórczyni roli: Erika Mori
- Jun Abe (jap. 阿部 順 Abe Jun)

Seiyū: Ryō Naitō ; Odtwórca roli: Koya Nagasawa
- Nanako Kusanagi (jap. 草薙 ななこ Kusanagi Nanako)

Odtwórczyni roli: Hinako Tanaka
- Issei Sata (jap. 佐多 一星 Sata Issei)

Odtwórca roli: Kentaro Ito
- Ota (jap. 太田 Ota)

Odtwórczyni roli: Madoka Yoshida
- Daichi Shinozaki (jap. 篠崎 大地 Shinozaki Daichi)

Odtwórca roli: Dori Sakurada

## Obsada dramy
- Nao Yoshikawa – Haruka Fukuhara
- Hisashi Uehara – Shunya Shiraishi
- Daichi Shinozaki – Dori Sakurada
- Marina Konno – Moe Arai
- Issei Sata – Kentaro Ito
- Mitsuishi – Shugo Nagashima
- Jun Abe – Koya Nagasawa
- Nanako Kusanagi – Hinako Tanaka
- Yuri Uehara – Erika Mori
- Takuya Uehara – Kei Tanaka
- Ojciec Nao – Hajime Okayama
- Matka Nao – Tomoko Fujita
- Yukari – Sayaka Akimoto
- Natsume – Yosuke Sugino (sezon 2)
- Saeko – Maryjun Takahashi (sezon 2)
- Rin Nanase – Itsuki Sagara (sezon 2)
- Ota – Madoka Yoshida (sezon 2)

## Odcinki/Streszczenie

### Sezon 1
Odc. 1 Nareszcie sama (jap. 憧れの一人暮らし、はじめます!?)
Nao wprowadza się do nowego mieszkania, ale okazuje się, że jej kolega z klasy już je wynajmuje. Znajdują kompromis, ale niełatwo będzie go utrzymać.
Odc. 2 Pocałunek na pamiątkę (jap. 突然のファーストキス)
Nao nie może się otrząsnąć po porannych wydarzeniach, ale Uehara nic nie pamięta. Marina coś podejrzewa i zaczyna zadawać pytania.
Odc. 3 Plotka (jap. 同居の秘密、バレちゃった)
Nao opiekuje się Ueharą, który trafia do szpitala przez przepracowanie. Pojawia się tajemnicza kobieta. W szkole krąży plotka, że Uehara i Nao są parą.
Odc. 4 Idą Święta (jap. クリスマス・イブまでカウントダウン)
Nadchodzi okres świąteczny. W wyniku niefortunnego spotkania z dostawcą jedzenia Nao znajduje nową pracę, w której poznaje Abe'a, zwanego królem zwierzeń.
Odc. 5 Jednoosobowa impreza (jap. 2人きりの年越し)
Wyznanie przed Abem wprowadza dalsze zamieszanie w związku Nao z Ueharą. Później Nao dowiaduje się, że będzie on spędzał Nowy Rok ze współpracownicą, Nanako.
Odc. 6 Ciężko jest udawać (jap. 大ちゃんから愛の告白!?)
Zgodnie z sugestią Mariny Nao i Uehara jedzą razem lunch w miejscu publicznym. Dobrze się bawią, ale Nao zastanawia się, czy myśli on o Yuri, gdy są razem.
Odc. 7 Zimno (jap. ゆりりんの離婚宣言)
Yuri oznajmia, że bierze rozwód i pyta, czy może zatrzymać się w mieszkaniu. Uehara wyprowadza się do domu swojego brata, zostawiając Yuri i Nao same.
Odc. 8 Mój brat nie jest sexy (jap. 超イケメン!?上原兄登場)
Takuya, starszy brat Uehary, próbuje się wytłumaczyć, ale Yuri nie chce go słuchać i wyrzuca obrączkę. Nao stara się ich pogodzić.
Odc. 9 Walentynkowa niespodzianka (jap. もうすぐバレンタイン)
Nao przypadkowo podsłuchuje Ueharę mówiącego o uczuciach, jakie do niej żywi. Zbyt speszona, aby odpowiedzieć, zaczyna go unikać. Marina proponuje walentynkową randkę.
Odc. 10 Zmiana scenografii (jap. 女子寮に、入ります!!)
Nao dowiaduje się, że Yuri została na noc i oznajmia, że się wyprowadza. Daichi i Uehara spotykają się w cztery oczy na dachu szkoły.
Odc. 11 Ojciec wie najlepiej (jap. バレた!!同居解消)
Rodzice poznają prawdę i Uehara wyprowadza się z domu. Gdy ojciec Nao anuluje umowę, dziewczyna ucieka, a Uehara idzie z nim porozmawiać.
Odc. 12 Natrętna klientka (jap. ハートに火をつけろ大作戦!)
Icchan próbuje odrzucić awanse Yukari, twierdząc, że Nao jest jego dziewczyną. Uehara widzi to zdarzenie i Nao jest zmartwiona brakiem reakcji z jego strony.
Odc. 13 Ucieczka (część 1) (jap. 温泉旅行はハプニングだらけ・前編)
Nozomi Kitaura, studentka z wymiany, rozmawia z Nao na dachu i opowiada jej o swoim uczuciu do Uehary. Zmartwiona Nao planuje wybrać się z nim na wyjątkową randkę.
Odc. 14 Ucieczka (część 2) (jap. 温泉旅行はハプニングだらけ・後編)
Obecność Uehary sprawia, że Nao jest w siódmym niebie, ale Issei ma mieszane uczucia. Nao i Issei zostają przypadkowo sparowani na noc wyzwań.
Odc. 15 Niespodzianka! (jap. Happy Birthday!?)
Po powrocie z wycieczki Nao trafia do szpitala z powodu zatrucia. Poznaje tam miłego studenta. Dowiaduje się też, że Uehara spotyka się z atrakcyjną dziewczyną.
Odc. 16 Dwoje to para (jap. 謎の三人暮らし、はじめます!?)
W wyniku rodzinnej kłótni Issei przeprowadza się do nowego mieszkania. Uwagę Mariny przyciąga student, którego Nao pamięta ze szpitala.
Odc. 17 Skromna propozycja (jap. プロポーズ!? 二人の未来)
Nao spodziewa się, że Uehara się jej oświadczy. Plotki o zaręczynach roznoszą się po szkole. Gdy Uehara im zaprzecza, Nao się załamuje.

### Sezon 2
Odc. 1 Życie w kampusie obfituje w pokusy (jap. キャンパスライフは誘惑だらけ)
Nao i Uehara rozpoczynają naukę w college’u, jednak popularność Uehary martwi Nao. W dodatku wygląda na to, że ich nowy znajomy, Natsume, chce ich rozdzielić.
Odc. 2 Misja: kobiecość! (jap. 目指せ、女子力UP!!)
Przypadkowy pocałunek z Natsume wywołuje niesnaski między Ueharą a Nao. On podejmuje pracę w laboratorium, a ona sprawdza kółka zainteresowań.
Odc. 3 Miłość czy przyjaźń? (jap. 恋か友情か、それが問題だ)
Nao odkrywa, że Uehara jest po imieniu z pracującą w laboratorium Saeko. Wyjawia swoje obawy Natsume podczas wycieczki do minizoo z jego młodszą siostrą.
Odc. 4 Pierwsza miłość nie ma prawa przetrwać? (jap. 初恋は叶わないって言うけれど)
Zbliżają się urodziny Uehary, a Nao zatrudnia się w sklepie, w którym pracuje Natsume. Prośba klienta skłania oboje do przemyśleń na temat własnych pragnień.
Odc. 5 Fajnie grać tragiczną bohaterkę! (jap. 悲劇のヒロインは嫌いじゃない!?)
Natsume i Nao zgadzają się zagrać główne role w sztuce Abe, ale sceny pocałunku są nie w smak Ueharze. Tymczasem między Mitsuishim a Mariną nie układa się dobrze.
Odc. 6 Jego urodzinowa niespodzianka (jap. 誕生日はサプライズで!)
Nao planuje przyjęcie niespodziankę z okazji urodzin Uehary, ale nie wie o tym, że on odkrył jej plany. Natsume daje Nao pewną radę.
Odc. 7 Pozostańmy przyjaciółmi (jap. 応援旗は友達の印)
Uehara podejrzewa, że Nao nie jest Natsume obojętna. Natsume zwierza się Saeko. Podczas pracy nad projektem Nanase i Nao rozmawiają o miłości.
Odc. 8 Nocą na biwaku trzeba uważać (jap. キャンプの夜にはご注意を)
Nao nie przyznaje się Ueharze, że Natsume ją pocałował, ale on sam się tego domyśla. Nao, Natsume i ich znajomi wybierają się na piknik, a Uehara i Saeko idą na wykład.
Odc. 9 Czy można się odkochać? (jap. 恋する気持ちって変わるもの?)
Nao denerwuje się po tym, jak Uehara oznajmia jej, że potrzebuje więcej przestrzeni. Natsume martwi się jej stanem, uderza Ueharę, a potem wyznaje Nao, co czuje.
Odc. 10 Jutro też do mnie zadzwoń (jap. 明日もグッドモーニング・コール)
Po rozstaniu z Ueharą Nao próbuje znaleźć nowy pomysł na siebie. Liczy na to, że znów będą razem, jednak uczucia Saeko się nie zmieniły.